# Jason Arnott
Jason William Arnott, född 11 oktober 1974 i Collingwood, Ontario, är en kanadensisk före detta professionell ishockeyspelare som spelade i NHL för flera klubbar. Arnott blev vald som sjunde spelare totalt av Edmonton Oilers i 1993 års NHL-draft som han sedan också debuterade för i NHL. Första säsongen blev en succé och Arnott blev nominerad som en av tre kandidater till priset för årets nykomling i NHL.
Under säsongen 1997–1998 bytte Arnott klubb till New Jersey Devils och där var han i högsta grad med och vann Stanley Cup säsongen 1999–2000 mot Dallas Stars då han gjorde det avgörande målet i finalserien. Säsongen efter bytte han klubb till just Dallas Stars som han spelade för fram till och med säsongen 2005–2006. Säsongen 2005–2006 är också Arnotts poängmässigt bästa säsong hittills under NHL-karriären då han gjorde 76 poäng.
Arnott var med och vann VM-guld för Kanada 1994. Den 5 november 2013 meddelade Arnott officiellt att han avslutar sin karriär. 

## Statistik

### Klubbkarriär
| 1988–89    | Wasaga Beach Stars Bantam DD | OMHA       | 33   | 62  | 34  | 96  | 28   | —   | —  | —  | —  | —  |
| 1989–90    | Stayner Siskins Jr.C.        | OHA        | 34   | 21  | 31  | 52  | 12   | —   | —  | —  | —  | —  |
| 1990–91    | Lindsay Bears Jr.B.          | OHA        | 42   | 17  | 44  | 61  | 10   | 8   | 9  | 8  | 17 | 6  |
| 1991–92    | Oshawa Generals              | OHL        | 57   | 9   | 15  | 24  | 12   | —   | —  | —  | —  | —  |
| 1992–93    | Oshawa Generals              | OHL        | 46   | 51  | 47  | 98  | 74   | 13  | 9  | 9  | 18 | 20 |
| 1993–94    | Edmonton Oilers              | NHL        | 78   | 33  | 35  | 68  | 104  | —   | —  | —  | —  | —  |
| 1994–95    | Edmonton Oilers              | NHL        | 42   | 15  | 22  | 37  | 128  | —   | —  | —  | —  | —  |
| 1995–96    | Edmonton Oilers              | NHL        | 64   | 28  | 31  | 59  | 87   | —   | —  | —  | —  | —  |
| 1996–97    | Edmonton Oilers              | NHL        | 67   | 19  | 38  | 57  | 92   | 12  | 3  | 6  | 9  | 18 |
| 1997–98    | Edmonton Oilers              | NHL        | 35   | 5   | 13  | 18  | 78   | —   | —  | —  | —  | —  |
| 1997–98    | New Jersey Devils            | NHL        | 35   | 5   | 10  | 15  | 21   | 5   | 0  | 2  | 2  | 0  |
| 1998–99    | New Jersey Devils            | NHL        | 74   | 27  | 27  | 54  | 79   | 7   | 2  | 2  | 4  | 4  |
| 1999–00    | New Jersey Devils            | NHL        | 76   | 22  | 34  | 56  | 51   | 23  | 8  | 12 | 20 | 18 |
| 2000–01    | New Jersey Devils            | NHL        | 54   | 21  | 34  | 55  | 75   | 23  | 8  | 7  | 15 | 16 |
| 2001–02    | New Jersey Devils            | NHL        | 63   | 22  | 19  | 41  | 59   | —   | —  | —  | —  | —  |
| 2001–02    | Dallas Stars                 | NHL        | 10   | 3   | 1   | 4   | 6    | —   | —  | —  | —  | —  |
| 2002–03    | Dallas Stars                 | NHL        | 72   | 23  | 24  | 47  | 51   | 11  | 3  | 2  | 5  | 6  |
| 2003–04    | Dallas Stars                 | NHL        | 73   | 21  | 36  | 57  | 66   | 5   | 1  | 1  | 2  | 2  |
| 2005–06    | Dallas Stars                 | NHL        | 81   | 32  | 44  | 76  | 102  | 5   | 0  | 3  | 3  | 4  |
| 2006–07    | Nashville Predators          | NHL        | 68   | 27  | 27  | 54  | 48   | 6   | 2  | 1  | 3  | 2  |
| 2007–08    | Nashville Predators          | NHL        | 79   | 28  | 44  | 72  | 54   | 4   | 1  | 0  | 1  | 4  |
| 2008–09    | Nashville Predators          | NHL        | 65   | 33  | 24  | 57  | 49   | —   | —  | —  | —  | —  |
| 2009–10    | Nashville Predators          | NHL        | 63   | 19  | 27  | 46  | 26   | 6   | 2  | 0  | 2  | 0  |
| 2010–11    | New Jersey Devils            | NHL        | 62   | 13  | 11  | 24  | 32   | —   | —  | —  | —  | —  |
| 2010–11    | Washington Capitals          | NHL        | 11   | 4   | 3   | 7   | 8    | 9   | 1  | 5  | 6  | 2  |
| 2011–12    | St. Louis Blues              | NHL        | 72   | 17  | 17  | 34  | 26   | 7   | 1  | 0  | 1  | 0  |
| NHL totalt | NHL totalt                   | NHL totalt | 1244 | 417 | 521 | 938 | 1242 | 122 | 32 | 41 | 73 | 76 |

### Internationellt
| År            | Lag           | Turnering     | Matcher | Mål | Assist | Poäng | Utv |
| ------------- | ------------- | ------------- | ------- | --- | ------ | ----- | --- |
| 1994          | Kanada        | VM            | 8       | 0   | 6      | 6     | 10  |
| Senior totalt | Senior totalt | Senior totalt | 8       | 0   | 6      | 6     | 10  |

## Meriter
- VM-Guld 1994
- Stanley Cup – 2000